# Oskar Hörrle
Oskar Ludwig Hörrle (* 2. Februar 1912 in Heidelberg; † unbekannt) war ein deutscher Kaufmann.

## Leben
Im Schweizerischen Bern besorgte die RELICO seit Kriegsausbruch südamerikanische Pässe für polnische Juden. Im November 1942 bekam Hörrle hier von Konsul Hügli einen paraguayischen Pass ausgestellt. Damit kam er ins Interniertenlager Moudon, aus dem er am 19. Mai 1943 geflohen und spurlos verschwunden war. Dieses hatte zur Folge, dass Paraguay eine Liste der Schutzberechtigten aufstellte, mit der Weisung,  „sich sämtlicher anderer Träger paraguayischer Pässe nicht anzunehmen“. In Zivilinterniertenlagern wurden ab Dezember 1943 die südamerikanischen Pässe eingezogen und die Betroffenen zum Teil (wie Jizchak Katzenelson) ab nächstem Frühjahr nach Auschwitz verschickt.
Von der amerikanischen Besatzungsmacht erhielt Hörrle am 29. Juni 1946 gemeinsam mit Eitel Friedrich Schilling von Cannstatt die Lizenz (US-WB-1O3) zur Produktion einer Zeitung, dem Mannheimer Morgen (bis Oktober: Der Morgen). Die Presseabteilung der Nachrichtenkontrolle wies ihm bald nach, dass er mehrerer strafrechtlicher Vergehen angeschuldigt worden war und in Haft gesessen hatte. Schlimmer aber war, dass er „in verschiedenen Briefen sich seiner Freundschaft mit hochstehenden Nazis gerühmt“ hatte, was aus seinem Fragebogen nicht ersichtlich war. Am 29. August 1946 schied er als Lizenzträger aus. Nachdem die Militärregierung ankündigte, ihn vor ein Militärgericht zu stellen, verlor sich erstmals seine Spur.
1964 erwählte ihn die Ortsgruppe Mannheim des FKK-Verbandes zum Vorsitzenden. Seinen Vorgänger, Lothar Wilhelm behielt er als 2. Vorsitzenden. 1975 erwarb Hörrle die Nahemühle in Monzingen, nahe seinem Wohnort Heidelberg, und verlegte den DFK-Sitz von Hannover-Langenhagen dorthin. Zu dieser Zeit stellte sich heraus, dass er Provisionen von Reiseveranstaltern kassiert hatte, und dass eine halbe Million in der Vereinskasse fehlt. Er wurde darauf abgesetzt und erlangte Bekanntheit als „Der Mann, der Nackten in die Taschen griff“.
In Heidelberg betrieb Hörrle ab etwa 1970 mit seiner Frau zwei Antiquitätenläden, aus denen Auktionshäuser hervorgingen.
Wie sich Nudisten erinnern, wurde Hörrle 1980 in Griechenland wegen Erregung öffentlichen Ärgernisses zu fünfunddreißig Tagen Gefängnis verurteilt. Danach wurde keine Spur mehr von ihm gefunden.